# Kōkū Daigakkō

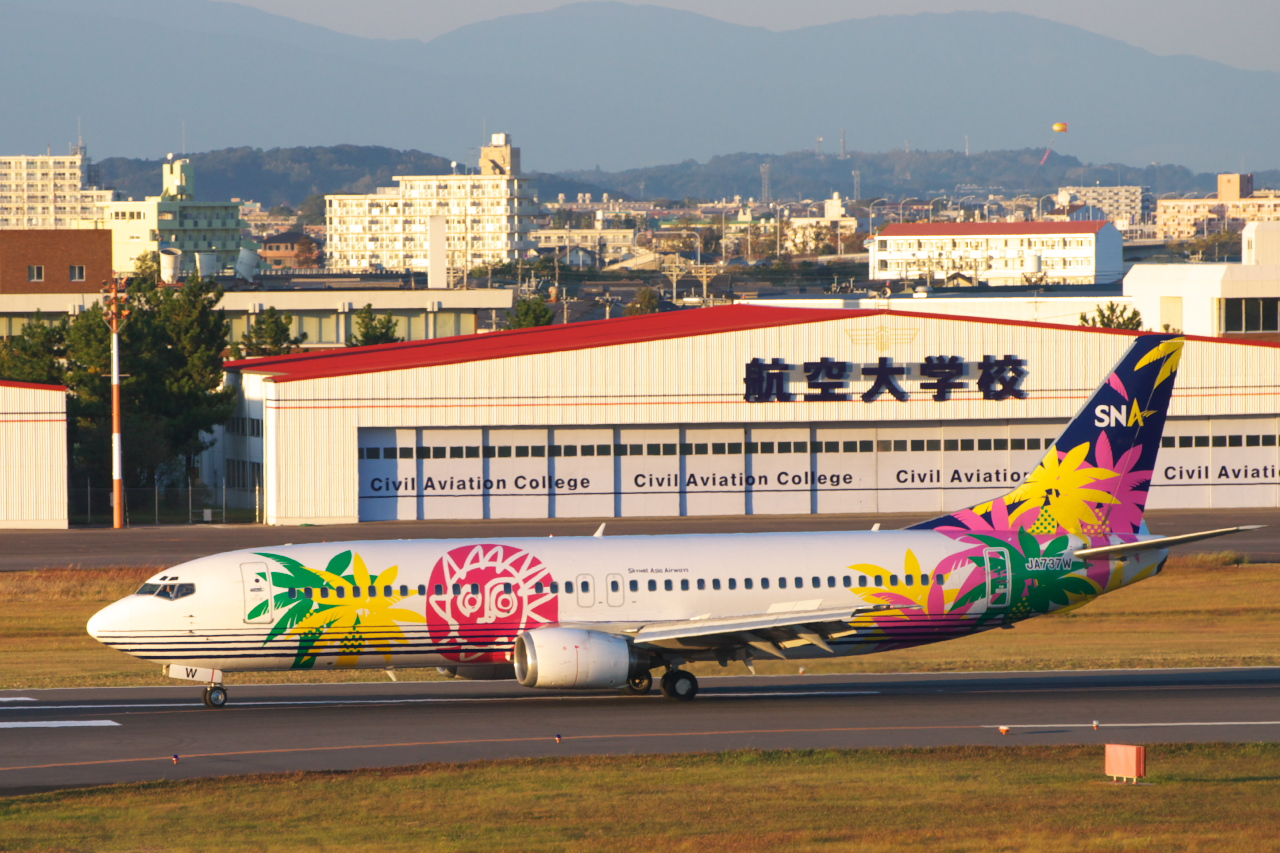
2. Hangar der Kōkū Daigakkō am Flughafen Miyazaki (hinter, 2007)

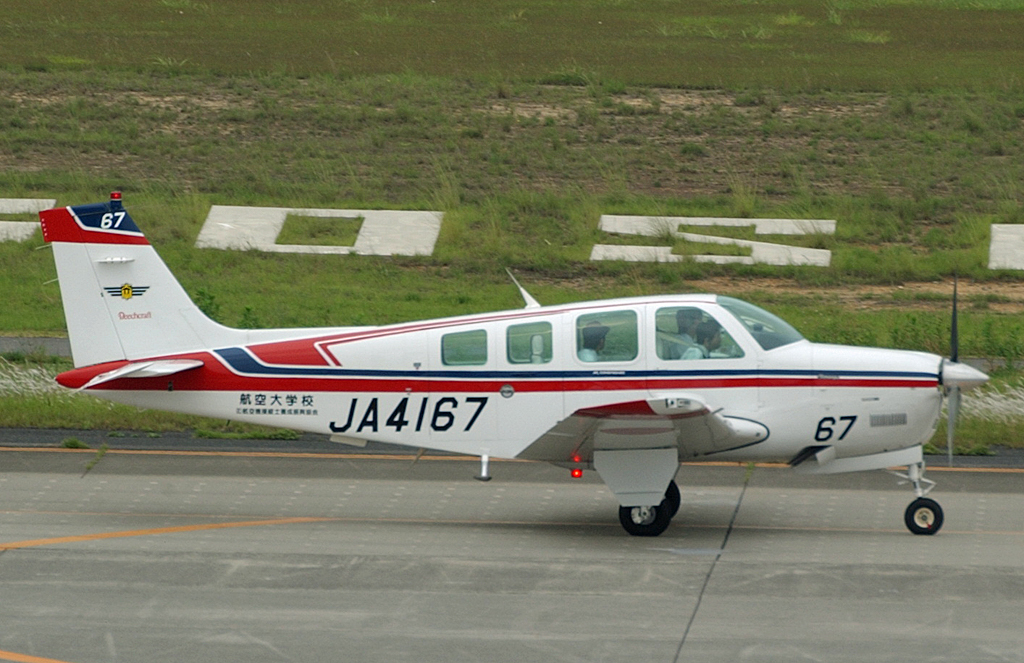
Ehemaliges Schulflugzeug vom Obihiro-Campus (2003)

Die Kōkū Daigakkō (japanisch 航空大学校, wörtlich „Hochschule für Luftfahrt“; engl. Civil Aviation College, kurz: Kōkūdai (航空大)) ist eine staatliche Hochschule in Japan. Der Hauptcampus liegt in Miyazaki in der Präfektur Miyazaki.

## Überblick
Die Hochschule ist die Ausbildungsstätte der zivilen Luftfahrzeugführer, die 1954 vom Verkehrsministerium Japans gegründet wurde. Sie ist nicht nach dem japanischen Schul- und Erziehungsgesetz (jap. 学校教育法 Gakkō kyōiku hō) eingerichtet. Also heißt sie nicht „Daigaku“, sondern „Daigakkō“.
Für die Hochschule kann sich folgende Person bewerben: eine Person (Mann oder Frau) im Alter 20–24 mit einer Körpergröße von mindestens 158 cm, (1) die mindestens 2 Jahre an der Hochschule studiert und mindestens 62 Credits erworben hat, oder, (2) die eine japanische Junior College (Tanki Daigaku), Fachoberschule (kōtō semmon gakkō), oder Fachschule (semmon gakkō) abgeschlossen hat.
Die Bildungsdauer ist 2 Jahre:
- 5 Monaten: Vorträge im Miyazaki-Campus
- 6 Monaten: Flugausbildung mit einmotorigem Flugzeug im Obihiro-Campus (neben dem Flughafen Obihiro, 42° 44′ 10,4″ N, 143° 12′ 38,6″ O) (Niveau: Privatpilotenlizenz)
- 6 Monaten: Flugausbildung mit einmotorigem Flugzeug im Miyazaki-Campus (Niveau: Berufspilotenlizenz)
- 7 Monaten: Flugausbildung mit zweimotorigem Flugzeug im Sendai-Campus (neben dem Flughafen Sendai, 38° 8′ 0″ N, 140° 55′ 11,5″ O)

## Geschichte
1945 nach der Kapitulation Japans verbot der Supreme Commander for the Allied Powers (SCAP) japanische Zivilluftfahrt (SCAPIN-301). 1952 nach dem Inkrafttreten des Friedensvertrags von San Francisco wurde die japanische Zivilluftfahrt-Industrie wiederbelebt. Während des Verbots wurde kein japanischer ziviler Luftfahrzeugführer ausgebildet.
Die Hochschule wurde 1954 vom Verkehrsministerium Japans gegründet, um japanische zivile Luftfahrzeugführer auszubilden. 1969 wurde der Sendai-Campus eröffnet, 1972 dann der Obihiro-Campus. 2001 wurde der Betreiber der Hochschule eine Selbstverwaltungskörperschaft (dokuritsu gyōsei hōjin).